# Bumper (radiodifusão)
Na radiodifusão, um bumper comercial, bumper de identidade ou break-bumper (frequentemente encurtado para bump) é um anúncio breve, comumente de dois a 15 segundos em duração que pode conter uma voice over, colocada entre uma pausa no programa e sua pausa comercial, e vice-versa. O anfitrião, o anunciante do programa ou um locutor de continuidade afirma o título (se houver algum) da apresentação, o nome do programa, e a rede de radiodifusão ou cabo, embora não necessariamente em esta ordem. Nas redes infantis de televisão, eles são algumas vezes chamados eyecatches externos devido para sua semelhança dos eyecatches internos em animes e não havendo comumente alguma voice over, mas alguns bumpers apresentam uma. Bumper music, frequentemente um recorrente segmento de assinatura ou música-tema, é quase sempre apresentado. Bumpers podem variar do texto simples para curtos filmes.

## Estados Unidos
Desde 1976, a maioria dos programas de televisão das redes nos Estados Unidos não mais usavam bumpers comerciais; embora algumas soap operas tais como Days of our Lives (qual parou de usar alguns em 2010) e The Young and the Restless, bem como o game show, The Price is Right, ainda apresentavam bumpers entre os shows. Bumpers comerciais são ainda uma comum apresentação de rádio. No rádio, eles são frequentemente usados durante transmissões de esportes para facilitar a transição do jogo por jogo para a pausa comercial e de volta para a ação viva, bem como para notificar estações locais de que elas deveriam inserir suas identificações de estações e/ou comerciais, muitas vezes usando seleções musicais obscuras da escolha do operador de mesa. Um notável exemplo de bumpers comerciais ainda em uso pode ser encontrado no bloco de programação noturno do Cartoon Network, Adult Swim, cujo uso extensivo de bumpers tem sempre desovado seu próprio website. Outro exemplo de bumpers comerciais no rádio foi seu uso em programação sindicada; por exemplo, os programas de contagem regressiva de rádio American Top 40, American Country Countdown apresentam uma série de jingles pré-gravados e outros resultados para transição aos e das pausas comerciais.
Durante os fins dos anos 1970 e início dos anos 1980, em acordo com as então regulações atuais postas pela Federal Communications Commission que requiriu uma distinção entre programas e comerciais, a maioria dos bumpers de programação infantis iriam incluir a frase "We'll be [right] back after these messages", exceto para o bump antes da final pausa comercial, qual iria comumente dizer, "And now, these messages." A FCC substancialmente relaxou essas regras em 1984. Outra comum frase de bumper era "And now, a word from our sponsor."

## Reino Unido
No Reino Unido, um break-bumper é um breve aparecimento de um logo antes ou após as pausas publicitárias, comumente aquelas do canal de televisão que está sendo assistido.
Break-bumpers podem tanto ser animados ou estáticos. Eles são algumas vezes marcados para anunciar um programa ou evento especial que irá ser transmitido naquele canal, tais como eventos esportivos.

## Austrália
Na Austrália, um break-bumper pode ser um breve aparecimento de um logo de programa, logo animado, cartão-título ou um animado cartão-título, apenas antes de uma pausa publicitária.
Break-bumpers podem ser tanto animadas ou estáticas barras de informação que aparecem por uns poucos segundos, com o título do programa e o logo do canal de televisão que está sendo assistido. Esses são mais frequentemente vistos após uma pausa e algumas vezes seguidos por barras de informação que mostram qual programa está vindo a seguir ou depois. 

## Japão
No Japão, um eyecatch (アイキャッチ, aikyatchi) ou eyecatch interno é uma cena ou ilustração usada para começar e terminar uma pausa comercial em um programa de televisão, especialmente em shows de anime e tokusatsu. O termo é usado, no Japão, para se referir para todos os tipos de bumpers.
Em muitas séries de televisão, eyecatches são contemporâneos para o clímax de uma história, levando para especulação durante a pausa comercial.
Ao contrário dos programas americanos, em quais os bumpers são tipicamente abastecidos pela rede (quando elas possuem todos no todo), eyecatches são quase sempre produzidos pela companhia de produção e considerado uma parte do programa em si, do que (ou também servindo como) um seguimento para uma pausa comercial. Eles são tipicamente de dois para seis segundos em duração. Eyecatches para programas infantis são frequentemente mais longos e mais elaborados, enquanto eyecatches para programação intencionados para adultos podem consistir de nada mais que o logo do programa contra um plano de fundo preto.

## Bumpersna televisão infantil
Bumpers ou eyecatch externo em redes de televisão infantis, e algumas vezes outras redes são similares para os eyecatches internos usados no anime japonês, com a diferença sendo de que os bumpers são abastecidos pela rede. Esses comumente aparecem apenas no fim de pausas comerciais, mas algumas vezes levando para o início da pausa bem como. Seu propósito primário é para alertar as crianças que a pausa comercial tem terminado. Dependendo da rede, o bumper pode ou não apresentar uma voice over.
Frequentemente, esses eyecatches têm um propósito secundário: marketing. A rede canadense, YTV, por exemplo, usa-os para ajudar as crianças a aprenderem a identificar a rede e assim aumentar a consciência de marca. A maioria das redes de televisão infantis exibem esses bumpers por causa dessa razão. Dos períodos de meados dos anos 1980 para o início dos anos 1990, Nickelodeon em conjunção com a firma de marcas Fred/Alan, Inc. criaram 225 bumpers, alguns apresentando jingles de toque gravados por um grupo a capella, The Jive Five.